# Haworthia marumiana var. reddii
Haworthia marumiana var. reddii és una varietat de Haworthia marumiana del gènere Haworthia de la subfamília de les asfodelòidies.

## Descripció
Haworthia marumiana var. reddii és una planta suculenta perennifòlia i és la varietat compacta més petita del grup marumiana. Prolifera molt i forma fàcilment grans grups. El color de les seves fulles és de verd clar a verd més fosc. Algunes plantes tenen marques i punts translúcids distintius a les fulles i poden variar de mida.

## Distribució i hàbitat
Aquesta varietat creix a la província sud-africana del Cap Oriental, on concretament només se la coneix de diverses localitats prop de la presa Waterdown i prop de Turnstream. Les plantes de Turnstream són semblants a Smith H. lepida de The Fort, que creix més al sud.
En el seu hàbitat, creix als penya-segats orientats al sud.

## Taxonomia
Haworthia marumiana var. reddii va ser descrita per C.L.Scott i publicat a Cact. Succ. J. (Los Angeles) 66: 182, a l'any 1994.
Etimologia
Haworthia: nom en honor del botànic britànic Adrian Hardy Haworth (1767-1833).
marumiana: epítet en honor del científic holandès que va treballar en diferents camps, entre els quals la medicina, la botànica, la geologia, la química i la paleontologia, el Dr. Martinus van Marum (1750 – 1837).
var. reddii: epítet en honor del Dr. V.B. Reddi.
llatí que significa "verd".